# Commission internationale d'optique
Pour les articles homonymes, voir CIO.
La Commission internationale d'optique (CIO) est une association scientifique internationale ayant pour but le progrès et la diffusion des connaissances en optique. 
La CIO fut créée en 1947, elle est une commission affiliée à l'Union internationale de physique pure et appliquée et un associé scientifique du Conseil international pour la science.
La CIO comprend deux catégories de membres: les comités territoriaux (Comité français d'optique pour la France) et les sociétés savantes internationales.